# Río Pocosol
El río Pokosol es un río de Costa Rica, perteneciente a la sub-vertiente norte de la vertiente del mar Caribe. Se encuentra ubicado en la zona norte del país, cerca de la frontera con Nicaragua. Nace en la laguna Pocosol y desemboca en el río San Juan, con la particularidad de que todo su recorrido, desde su nacimiento hasta su desembocadura, lo hace por terreno llano. Sus principales afluentes son los ríos Chambacú, Plomo, Concho y Conchito, y las quebradas Chimurria, Llorona y Santa María, y otros afluentes como los ríos Zonsapote, Medio Queso, Infiernillos e Isla Chica. Su cuenca, formada por llanuras de sedimentación aluvial, se encuentra ubicada dentro del cantón de San Carlos, provincia de Alajuela, y tiene una extensión aproximada de 1.148 km². La mayoría de los suelos de la cuenca se utilizan para actividades agropecuarias, además existen algunos terrenos cubiertos de bosques, charrales y tacotales.